# 魂ず
魂ず（たましいず）は、日本のお笑いコンビ。プロダクション人力舎所属。スクールJCA20期出身。

## メンバー
翁長 玄（おなが げん、1986年2月24日（39歳） - ）
ボケ担当。
沖縄県宜野湾市出身、琉球リハビリテーション学院理学療法学科卒業。身長172 cm、体重65 kg。血液型はO型。BWHはそれぞれ93・79.5・92.5。頭の大きさ59.5 cm、足の大きさ27 cm。
趣味はカメラ、筋トレ、海外ドラマ鑑賞、バイクのメンテナンス・改造（スーパーカブ）。
特技はスポーツテーピング、ラグビー（高校時代に沖縄県代表として国体選手に選抜）、ソフトボールのピッチング（中学時代に投手として全国大会出場経験あり）。
理学療法士免許を所持している（膝について研究し、学会にて発表した経験を持つ）。
エビ・犬・芝・花粉などアレルギーが多い。
好きな漫画は『ストッパー毒島』『グリーンヒル』『ROOKIES』で、好きな本は『ジェノサイド』『魔王』『自分の中に毒を持て』。

コバシ（旧芸名及び本名：小橋川 共佑〈こばしがわ きょうすけ〉1985年10月1日（39歳） - ）
ツッコミ担当。
沖縄県うるま市出身、琉球リハビリテーション学院理学療法学科卒業。身長171.5 cm、体重64 kg。血液型はA型。BWHはそれぞれ88.5・78・98。頭の大きさ60 cm、足の大きさ27 cm。
趣味は熱帯魚観賞、野球・バスケットボール（琉球ゴールデンキングス）観戦、部分痩せダイエット。
特技は人体に詳しいこと、動作観察（人の歩き方を見るだけでどの関節や筋肉がどう動いてないか考察）、野球、水泳。
理学療法士免許を所持している。
実父はエロ本専門の本屋を経営していたことがあり、相方・翁長も世話になったという。
実弟は小橋共作（ドンデコルテ、吉本興業所属）。

## 来歴
沖縄に位置する、琉球リハビリテーション学院というリハビリ専門学校の理学療法学科での同級生によるコンビ。
翁長は在学時からアマチュアとしてお笑いの活動を始め、就職してからもお笑いがやりたくて相方を探していた。コバシもお笑いは大好きで、アマチュアで活動していた翁長を羨んでいたが当時の翁長には相方に誘ってもらえず、仕方なしに別の友人とコンビを組み友人の結婚式の余興にて初めて漫才を披露したものの全くウケなかった。しかし芸人への思いを捨てきれず1週間後、翁長の家において酒を酌み交わした際にコバシからコンビ結成を持ちかけた。翁長は専門学校からの数少ない友人の誘いというのもあってこれを承諾、同級生として知り合って4年後のことだった。
結成から半年あまりはアマチュアで地元にて活動し、しばらくしてプロになるため上京。2011年にスクールJCAへ20期生として入学し、卒業後は人力舎に所属。当初は「インベージョン」というコンビ名で活動していたが「インベーション」「イノベーション」など間違われることが多く、また「沖縄からの侵略という深すぎる意味を背負えない」といった理由から、2015年2月に現在の「魂ず」へと改名。
2017年3月31日、初となる単独ライブ『さとうきびの逆襲』を新宿バティオスにて開催した。
M-1グランプリでは2015年・2018年・2023年に3回戦進出、キングオブコントでは2018年に準々決勝まで進出している。

## 芸風
主に漫才。翁長が細かいことを気にして屁理屈をこね、コバシがツッコむスタイル。結成当初は暴露合戦のようなネタをやっていた。

## 賞レース戦績

### M-1グランプリ
- 2015年 3回戦進出
- 2016年 2回戦進出
- 2017年 2回戦進出
- 2018年 3回戦進出
- 2019年 2回戦進出
- 2020年 2回戦進出
- 2021年 2回戦進出
- 2022年 1回戦敗退
- 2023年 3回戦進出[1]
- 2024年 2回戦進出[1]

### その他
- 2016年 第1回白黒-1グランプリ 決勝進出
- 2017年 第2回白黒-1グランプリ 決勝進出
- 2018年 キングオブコント 準々決勝進出

## 出演

### テレビ
- アラサーちゃん（テレビ東京、2014年8月2日）
- 有田チルドレン（TBSテレビ、2015年4月28日）
- 『ぷっ』すま（テレビ朝日、2016年11月25日・12月6日）
- 白黒アンジャッシュ（チバテレビ、2016年12月27日・2017年12月26日）
- 前略、西東さん（中京テレビ、2017年1月28日）
- 本能Z（CBCテレビ、2018年5月16日）
- アンメット ある脳外科医の日記 第2話（2024年4月22日、関西テレビ・フジテレビ） - 理学療法士 役、医療指導（コバシ）[11]
- いつか、ヒーロー 第1話（2025年4月6日、朝日放送テレビ・テレビ朝日） - 言語聴覚士 役、医療指導（コバシ）[12]

### ラジオ
- 大竹まこと ゴールデンラジオ!（文化放送、2016年9月15日）
- マイナビ Laughter Night（TBSラジオ、2016年12月11日）
- GOLD RUSH（J-WAVE、2019年9月20日）※翁長のみ[2]

### ネット配信
- 魂ずの部室（2020年4月7日 - 2023年6月25日、GERA放送局）※ネットラジオ
- 魂ずの東京の時間は早すぎる（ニコニコチャンネル・FC2ライブ・LINE LIVE・YouTube配信）
- 吉住の聞かん坊な煩悩ガール（GERA放送局、2021年8月14日）※ネットラジオ

### ライブ
- バカ爆走!（事務所ライブ、新宿Fu-）
- どっきん!（事務所ライブ、新宿バティオス）
- 漫才ライブ『激漫』（月一開催ライブ）
- もっとさとうきびの逆襲（2022年11月19日、新宿バティオス）※魂ず・真空ジェシカ・吉住によるスリーマンライブ。

### 単独ライブ
- 単独トークライブ『さとうきびの逆襲 ～トーク編～』（2016年6月18日、新宿バティオス）
- 第1回単独公演『さとうきびの逆襲』（2017年3月31日、新宿バティオス）